# Franziskanerkloster Nördlingen

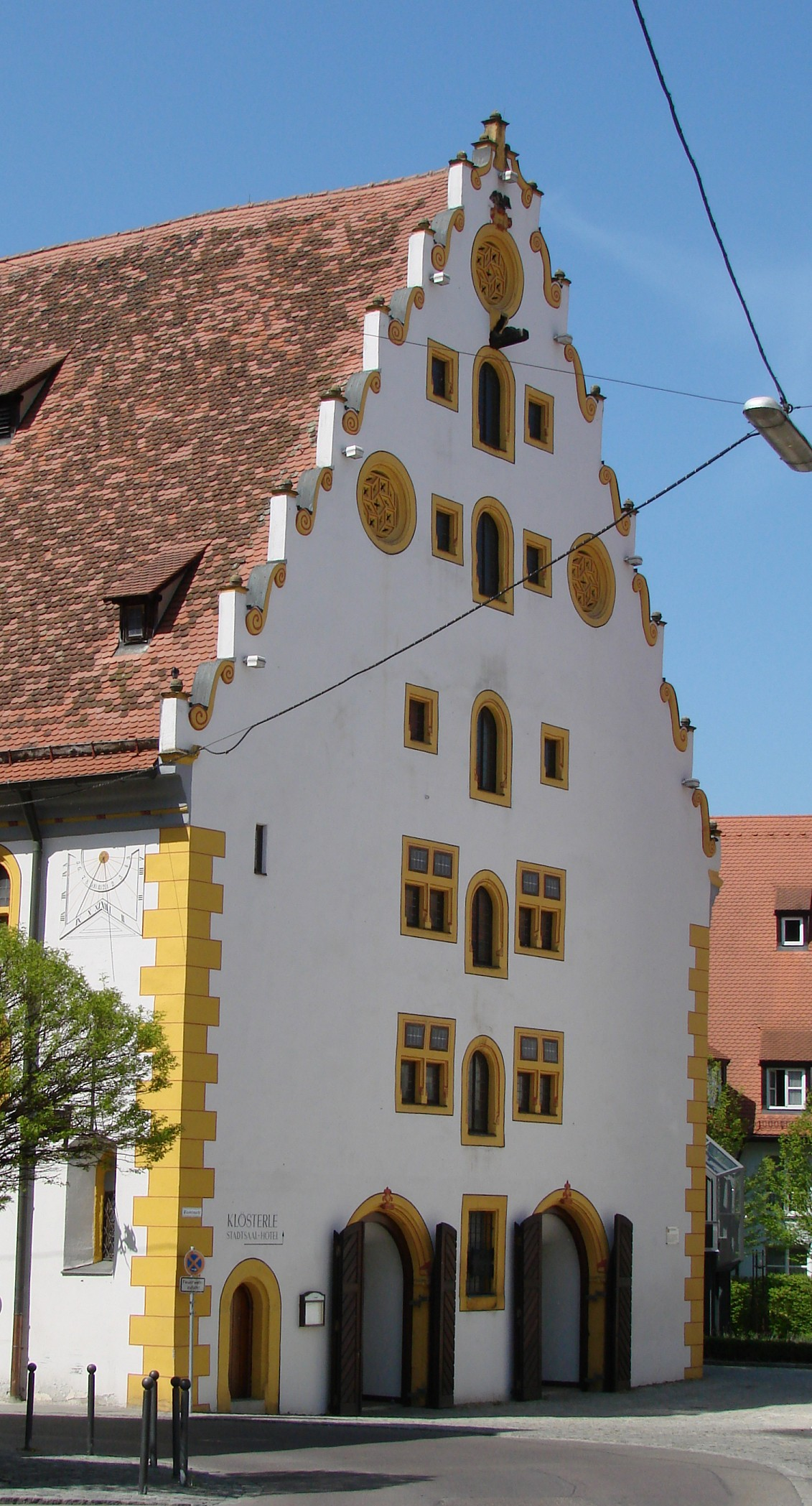
Ehemaliges Franziskanerkloster

Das Franziskanerkloster Nördlingen, auch Klösterle genannt, ist ein ehemaliges Kloster der Franziskaner-Observanten in Nördlingen in Bayern in der Diözese Augsburg.

## Geschichte
Das dem heiligen Nikolaus, ab 1279 der heiligen Jungfrau Maria geweihte Kloster wurde vor 1243 durch Bürger von Nördlingen gegründet; es wurde 1536 im Zuge der Reformation aufgelöst. Der Chor der Klosterkirche und die Konventsgebäude wurden abgerissen, das Langhaus der Kirche dagegen blieb erhalten und wurde als Feuerwehrhaus und Speicher genutzt.
In dem Gebäude sind heute ein Hotel der Kette NH Hoteles und der Nördlinger Stadtsaal mit Theaterbühne untergebracht.